# شانه‌موش کویهایک
شانه‌موش کویهایک (نام علمی: Ctenomys coyhaiquensis) نام یک گونه از سرده شانه‌موش است.